# الخنق (مأرب)
الخنق هي إحدى قرى الجمهورية اليمنية. وهي تتبع جغرافيًا لمحافظة مأرب. وإداريًا لمديرية صرواح. يبلغ تعداد سكانها 1005 نسمة حسب الإحصاء الذي أجري عام 2004.